# Maurício Souza (treinador)
Maurício Ferreira de Souza, mais conhecido como Maurício Souza (Rio de Janeiro, 13 de março de 1974) é um técnico e ex-jogador de futebol e futsal. Atualmente, está sem clube.

## Carreira como jogador
Nascido no Rio de Janeiro, se formou na base do America. Após três anos no elenco principal, mudou para o futsal e jogou o resto da carreira no esporte.

## Carreira como treinador

### Botafogo
O primeiro cargo de técnico no futebol ocorreu em 2010, depois que o Botafogo firmou parceria com o time de futsal Casa d'España; ele foi nomeado treinador das equipes juvenis. Em 2014, já no comando do time sub-20, tornou-se auxiliar de Eduardo Hungaro no elenco principal.
Em 25 de fevereiro de 2016, foi demitido do Botafogo.

### Flamengo
Pouco depois de ingressar no Flamengo; inicialmente como coordenador do time de futsal do clube, assumiu o time sub-17 em 2017. Contudo, foi promovido a equipe sub-20 no final do mesmo ano.
Foi auxiliar de Maurício Barbieri e Dorival Júnior no time principal durante a campanha de 2018; também foi técnico interino durante duas partidas da Copa Libertadores, já que Barbieri foi suspenso. Também estava no comando do time principal para as quatro primeiras partidas do Campeonato Carioca de 2020, pois o técnico Jorge Jesus e os jogadores titulares estavam em um período de férias prolongadas.
Ele foi nomeado técnico interino do Flamengo, em 9 de novembro de 2020, após a demissão de Domènec Torrent, mas sua passagem durou apenas um dia quando o clube contratou Rogério Ceni. Ele também foi o interino quando Ceni foi demitido, em julho de 2021, e foi nomeado para o mesmo cargo até o final da temporada, em 29 de novembro de 2021, após a demissão de Renato Gaúcho.
Em 10 de janeiro de 2022, anunciou em suas redes sociais o seu desligamento do Flamengo.

### Vasco da Gama
Em 13 de junho de 2022, foi anunciado como o novo treinador do Vasco da Gama, sendo sua primeira atuação como treinador efetivo de uma equipe principal.
Em 24 de julho, teve seu desligamento oficializado pelo clube.
Ao todo, comandou o Vasco da Gama em 8 jogos, sendo 3 vitórias, 2 empates e 3 derrotas, tendo obtido um aproveitamento de 45,8%.

### Madura United
Em 04 de maio de 2023, assinou contrato com o Madura United, da Indonésia, até dezembro de 2024, sendo o primeiro clube no exterior em sua carreira.

### Bragantino
Em 18 de maio de 2024, foi anunciado como novo treinador do sub-23 do Bragantino.
Após ter treinado a equipe do sub-23 do Bragantino que conquistou o Campeonato Brasileiro de Aspirantes em 2024, deixou o time para dar sequência à sua carreira como o novo técnico do Guarani.

### Guarani
Em dezembro de 2024, foi oficializado como o novo treinador do Guarani, assinando contrato para a temporada de 2025.
Em 22 de abril de 2025, foi demitido pelo clube. O treinador comandou o Guarani em 14 jogos, com três vitórias, quatro empates e sete derrotas (aproveitamento de 30%) e foram 16 gols marcados e 18 sofridos no período.

## Estatísticas
Atualizadas até 11 de junho de 2024.[carece de fontes?]
| Clube               | Início                 | Até                   | Jogos | Jogos | Jogos | Jogos | Jogos | Jogos | Jogos | Jogos |
| Clube               | Início                 | Até                   | J     | V     | E     | D     | GP    | GC    | SG    | %     |
| ------------------- | ---------------------- | --------------------- | ----- | ----- | ----- | ----- | ----- | ----- | ----- | ----- |
| Flamengo (Auxiliar) | 23 de maio de 2018     | 23 de maio de 2018    | 1     | 0     | 1     | 0     | 0     | 0     | 0     | 0     |
| Flamengo (Auxiliar) | 18 de janeiro de 2020  | 29 de janeiro de 2020 | 4     | 2     | 1     | 1     | 4     | 3     | +1    | 50    |
| Flamengo (Auxiliar) | 2 de março de 2021     | 27 de março de 2021   | 6     | 4     | 1     | 1     | 10    | 3     | +7    | 66.67 |
| Flamengo (Auxiliar) | 10 de junho de 2021    | 16 de junho de 2021   | 3     | 3     | 0     | 0     | 5     | 0     | +5    | 100   |
| Flamengo (Interino) | 11 de julho de 2021    | 11 de julho de 2021   | 1     | 1     | 0     | 0     | 2     | 1     | +1    | 100   |
| Flamengo (Auxiliar) | 5 de agosto de 2021    | 5 de agosto de 2021   | 1     | 1     | 0     | 0     | 1     | 0     | +1    | 100   |
| Flamengo (Interino) | 30 de novembro de 2021 | 9 de dezembro de 2021 | 4     | 1     | 2     | 2     | 3     | 5     | -2    | 25    |
| Vasco da Gama       | 13 de junho de 2022    | 24 de julho de 2022   | 8     | 3     | 2     | 3     | 7     | 7     | 0     | 37.5  |
| Madura United       | 04 de maio de 2023     | 10 de maio de 2024    | 30    | 13    | 9     | 8     | 49    | 40    | +9    | 43.33 |
| Total               | Total                  | Total                 | 58    | 28    | 15    | 15    | 81    | 59    | +22   | 48.28 |

## Títulos
Fonte: 
Botafogo
- Copa Rio Sub-20: 2015

Flamengo
- Copa São Paulo de Futebol Júnior: 2018
- Taça Guanabara Sub-20: 2018 e 2019
- Campeonato Carioca Sub-20: 2018 e 2019
- Torneio Octávio Pinto Guimarães: 2018 e 2019
- Campeonato Brasileiro Sub-20: 2019
- Supercopa do Brasil Sub-20: 2019

Bragantino (sub-23)
- Campeonato Brasileiro de Aspirantes: 2024[16]